# František Čaloun
František Čaloun (12 de mayo de 1938-30 de octubre de 2024) fue un futbolista de Checoslovaquia que jugó en la posición de guardameta.

## Carrera

### Club
Jugó toda su carrera con el TJ Škoda Plzeň de 1959 a 1978, donde jugó en 260 partidos tanto en primera como en segunda división y fue campeón de copa en 1971.

## Logros
- Copa de Checoslovaquia (1): 1970/71
- Segunda Liga de Checoslovaquia (3): 1960/61, 1966/67, 1969/70